# BH Air

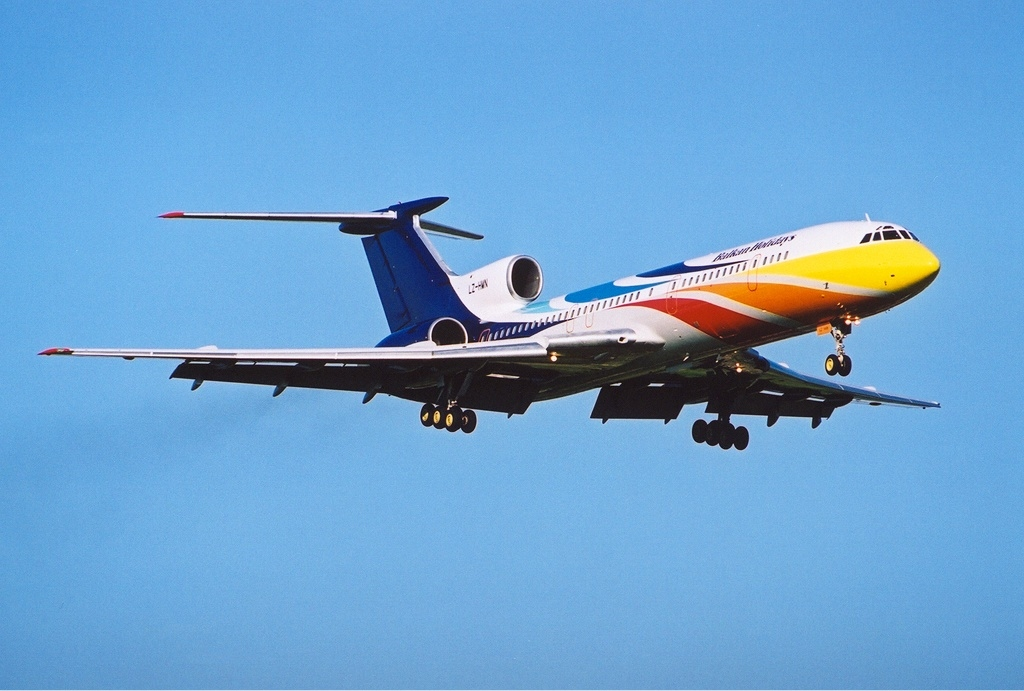
Tu-154M wycofany w 2006

BH Air – bułgarska czarterowa linia lotnicza z siedzibą w Sofii. Obsługuje połączenia czarterowe między Bułgarią a krajami europejskimi. Głównym hubem jest port lotniczy Burgas.

## Flota
Według stanu na maj 2025 flota BH Air składała się z 3 samolotów o średnim wieku 19,1 lat:
| Samolot         | Samolot | Samolot   | Liczba miejsc | Liczba miejsc | Uwagi |
| Model           | Aktywne | Zamówione | E             | Łącznie       | Uwagi |
| --------------- | ------- | --------- | ------------- | ------------- | ----- |
| Airbus A320-200 | 3       | -         | 180           | 180           |       |
| Łącznie         | 3       | 0         |               |               |       |